# René Quitral
Ángel René Quitral Encina (* 15. September 1924 in Ñuñoa; † 26. November 1982 in Valparaíso) war ein chilenischer Fußballtorwart. Er nahm mit der chilenischen Nationalmannschaft an der Fußball-Weltmeisterschaft 1950 in Brasilien teil.

## Karriere

### Verein
Quitral begann seine Profikarriere beim Badminton FC, bei dem er – bis auf die Spielzeit 1945 beim Santiago National FC – von 1942 bis 1948 zwischen den Pfosten stand. 1949 wechselte er zu den Santiago Wanderers. 1955 schloss sich Quitral dem CD San Luis de Quillota an, mit dem ihm zweimal der Titelgewinn in der Primera B gelang.
Nach seiner aktiven Zeit als Spieler war er Anfang der 1960er Jahre mehrfach als Trainer für seinen letzten Verein San Luis tätig.

### Nationalmannschaft
Quitral debütierte am 9. April 1950 im Freundschaftsspiel gegen Uruguay in der chilenischen Nationalmannschaft.
Im selben Jahr wurde er in das chilenische Aufgebot für die Weltmeisterschaft in Brasilien als Ersatztorhüter hinter Sergio Livingstone berufen, während des Turniers jedoch nicht eingesetzt. Chile schied als Gruppendritter nach der Vorrunde aus.
Bis zu seinem nächsten Einsatz in der Nationalmannschaft dauerte es mehr als sieben Jahre. Sein letztes von sieben Länderspielen für Chile bestritt er am 20. Oktober 1957 im Qualifikationsspiel für die Weltmeisterschaft 1958 gegen Argentinien.